# Takahashi Chikuzan
Takahashi Chikuzan (高橋竹山) (nascido Takahashi Sadazō, 1910 — 1998) foi um renomado músico, compositor e instrumentista de Sangen japonês do estilo Tsugaru-jamisen.
Nasceu em Kominato, um vilarejo que fazia parte da metrópole de Hiranai, da província de Aomori. Perdeu a visão por volta de dois anos devido à rubéola antes de tornar-se aprendiz itinerante do músico de Tsugaru-jamisen Toda Jūjirō perto de sua cidade natal. Antes da Segunda Guerra Mundial passou um bom tempo perambulando Aomori e cercanias tocando às portas das residências e conseguindo dinheiro do modo como pudesse. Após a guerra ele tornou-se amplamente conhecido primeiro como acompanhante do famoso cantor popular de Tsugaru Narita Unchiku (que lhe deu o nome de "Chikuzan"), e posteriormente como músico solo do repertório tradicional de Tsugaru-jamisen. Suas performances, durante muitos anos realizadas regularmente em uma casa chamada "Jan-jan" no bairro Shibuya de Tóquio, geralmente consistiam de longos solos improvisados, que ele denominava "Iwaki" em alusão à montanha mais alta de Tsugaru.
Seu mais famoso discípulo, uma mulher que assumiu o nome de Takahashi Chikuzan II, continua a executar peças do repertório de Takahashi Chikuzan. Takahashi Chikuzan produziu um grande número de gravações, muitas delas ainda disponíveis nos dias de hoje.